# DREAM POWER (浅香唯の曲)
「DREAM POWER」（ドリーム・パワー）は、1989年9月27日に発売された浅香唯の16枚目のシングル。

## 解説
- カップリングの作詞を手掛けた亜伊林は、デビュー曲「夏少女」他、浅香の楽曲の作詞を多数手掛けた三浦徳子の変名である。
- 同年11月4日、この曲を引っ提げて、よみうりランドEASTにおいてコンサート『YUI DREAM POWER in EAST '89』を開催、5千人を動員した。
- 1991年2月に発売されたベスト・アルバム『Thanks a lot』には、ボーカル新録バージョンが収録されている。
- 「C-Girl」、「セシル」などを手掛けたヒットメーカー、NOBODYが浅香に楽曲を提供するのは、現在のところ本作カップリングの「Be Yourself」が最後となっている。

## 収録曲
1. DREAM POWER
作詞：森浩美／作曲：吉実明宏／編曲：中村哲
2. Be Yourself
作詞：亜伊林／作曲：NOBODY／編曲：戸塚修

## 関連作品
- DREAM POWER
  - PRIDE
  - Thanks a lot - ボーカル新録
  - シングル・コレクション
  - 浅香唯大全集 THE COMPLETE BOX
  - 究極のベスト! 浅香唯
  - CRYSTALS 〜25th Anniversary Best〜
  - 浅香唯 ザ・ベスト
  - 浅香唯 30周年記念コンプリートBOX
  - ロックンロール・サーカス'89 浅香唯スパークリング・ライブ （映像作品）

- Be Yourself
  - シングル・コレクション
  - 浅香唯大全集 THE COMPLETE BOX
  - 浅香唯 30周年記念コンプリートBOX